# Атіковська сільська рада
Аті́ковська сільська рада (башк. Әтек ауыл советы, рос. Атиковский сельский совет) — муніципальне утворення у складі Бурзянського району Башкортостану, Росія. Адміністративний центр та єдиний населений пункт — присілок Атіково.

## Населення
Населення — 456 осіб (2019, 455 в 2010, 463 в 2002).